# Ratafía

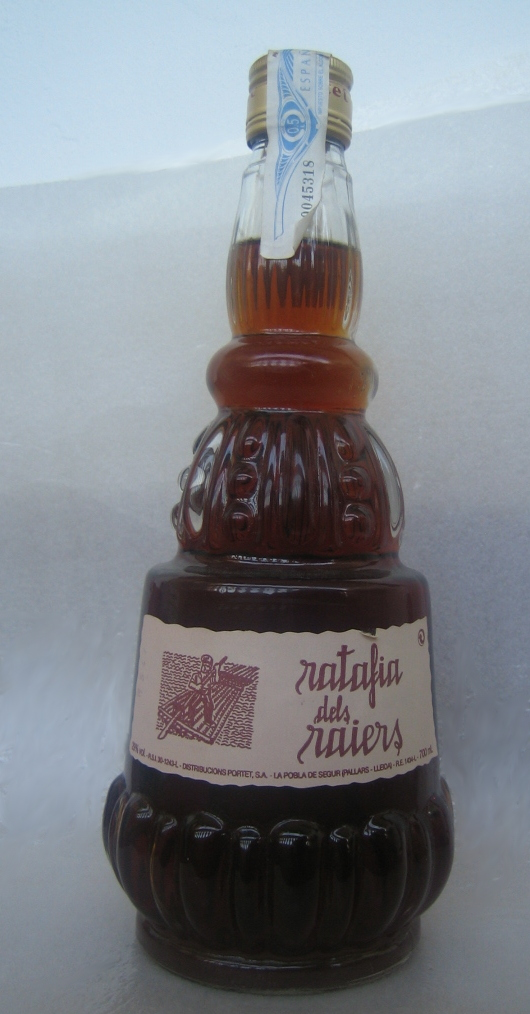
Botella de ratafía elaborada en Puebla de Segur.

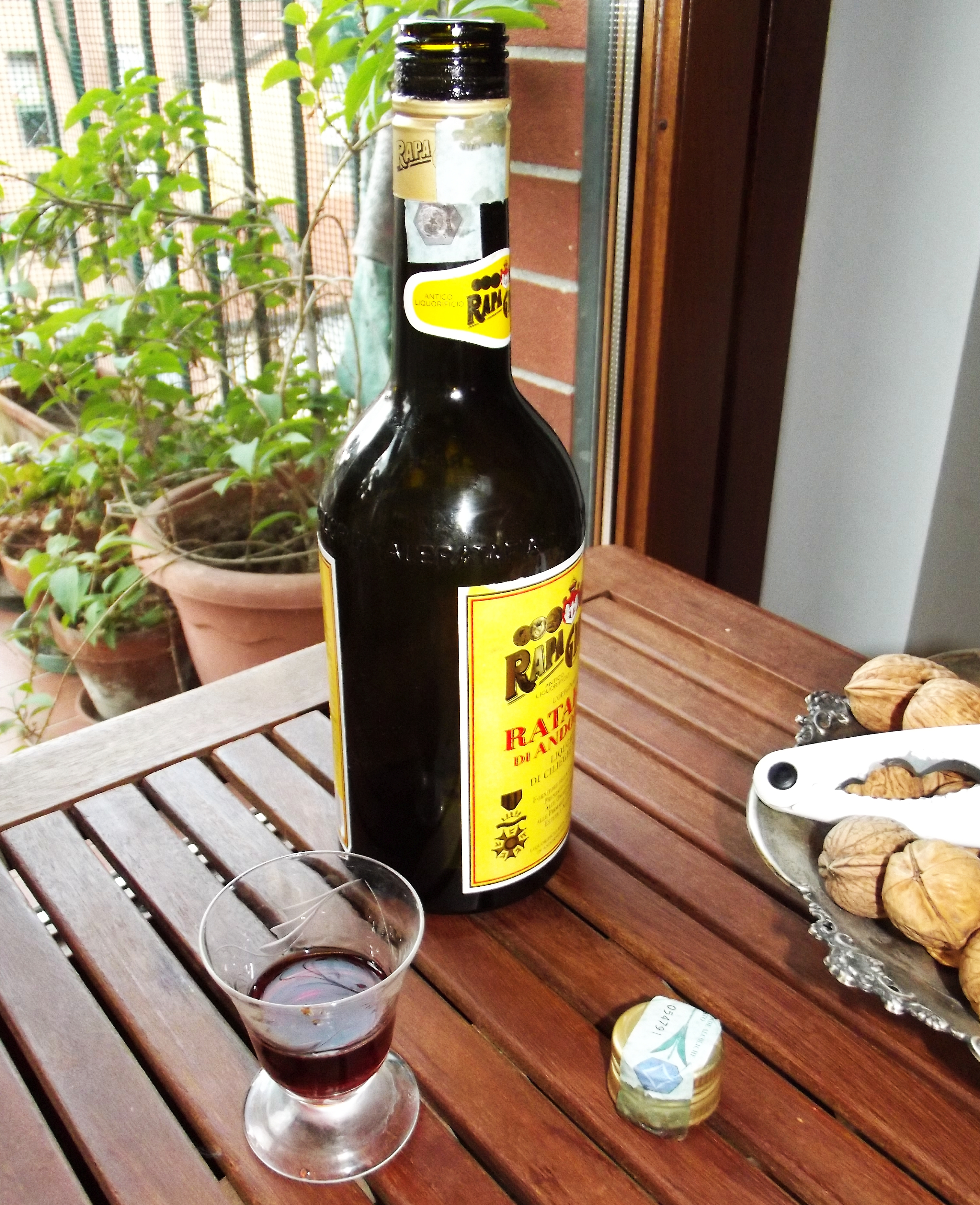
Botella de ratafià di Andorno.

La ratafía es un licor dulce, elaborado a partir de la maceración de distintos frutos (nuez verde, cáscara de limón, guindas, clavel rojo), hierbas (menta), uva y especias (clavos de olor, nuez moscada, canela, rama de zarza) en un alcohol de base, generalmente aguardiente. Según el método y costumbres de la zona geográfica donde se elabore, la composición varía considerablemente.

## Origen del nombre
El nombre, según la mayoría de las fuentes, procedería de la expresión latina hay que entregar (así sea), enunciada con el vaso de licor en alto para ratificar un acuerdo verbal.
Según esta hipótesis: rata en latín es el participio pasado del verbo deponente reor (juzgar, pensar, creer) y fiat es el presente de subjuntivo del verbo latino fio (hacerse, suceder). “Rata fiat” puede traducirse como “hágase lo pensado”. Sería la convalidación de un cruce de pensamientos o acuerdo; de ahí que "rata fiat"  sea la fórmula de cierre de un pacto que precede a un brindis.

## Localización
Se encuentra en distintas regiones del Mediterráneo, especialmente en España, Italia, Francia y Suiza (Cantón Tesino), con nombres semejantes: ratafià, ratafia, rataffia, retacía, etc.  
En las zonas del norte de Cataluña  la tradición de la ratafía está muy arraigada e incluso se sigue elaborando de forma casera según recetas transmitidas de padres a hijos, y se celebran ferias para degustar y conocer esta bebida, entre las que se pueden destacar la Feria de Besalú que se hace durante el Puente de la Purísima en diciembre, la Feria de la Ratafia que se hace desde 1981 en Santa Coloma de Farnés durante el mes de octubre o la fiesta de la ratafía de Centellas que se suele hacer el primer fin de semana de junio.
Existe además la indicación geográfica protegida Ratafia Catalana, que garantiza la procedencia, la composición y el proceso de comercialización de este licor.
En Aragón también se prepara tradicionalmente al menos desde el siglo XVIII, pero bajo el nombre de "retacía". Perdura sobre todo en las comarcas de Campo de Daroca (Zaragoza) y de Jiloca (Teruel). Allí se prepara sobre todo con guindas, aguardiente, canela, nuez, rama de zarza y flor de clavel rojo, con distintas variaciones según la localidad. La tradición perdura especialmente en la localidad de Calamocha.
En Italia las denominaciones ratafià (Piamonte), ratafia y rataffia (Abruzzo) están legalmente protegidas como PAT (Prodotti Agroalimentari Tradizionali Italiani). 
En Francia se elaboran ratafías en distintas regiones, siendo especialmente conocidas las de Borgoña y Champaña. La ratafía de Champaña  es un tipo de mistela elaborada a partir de vinos de la región de Champaña. Para elaborarla, en primer lugar las uvas, en su mayoría Chardonnay y Pinot Noir, se pasifican o desecan. Sólo en la primavera siguiente se mezclan con mosto de uva y  se inicia una fermentación relativamente corta, que se detiene pronto añadiendo cognac para subir el contenido de alcohol hasta 17 a 23% de grado alcohólico . A continuación, la mistela se envejece durante al menos un año. Hay variedades tintas, blancas y rosadas. No están dentro de una denominación de origen.